# La Draga
La Draga és un jaciment arqueològic a Banyoles (Pla de l'Estany), declarat bé cultural d'interès nacional.
És considerat un dels assentaments agricultors i ramaders més antics del nord-est peninsular. Està ubicat al municipi de Banyoles, a uns 40 quilòmetres de la costa mediterrània i a una quarantena de quilòmetres al sud dels Pirineus. Va ser descobert l'any 1990 i des de llavors s'ha seguit excavant de manera continuada.

## Geografia
El jaciment arqueològic neolític de la Draga és un dels més antics assentaments d'agricultors i ramaders del nord-est de la península Ibèrica. Es troba a la part central de la vora oriental de l'estany de Banyoles, un petit llac situat a uns 40 km de la costa mediterrània i a uns 40 km al sud dels Pirineus.
Actualment els treballs, els duen a terme el Museu Arqueològic Comarcal de Banyoles (MACB), el Consell Superior d'Investigacions Científiques (CSIC), la Universitat Autònoma de Barcelona (UAB), el Museu Arqueològic de Catalunya (MAC) i el Centre d'Arqueologia Subaquàtica de Catalunya (CASC).
El llac, d'origen càrstic, s'abasteix d'aigües subterrànies i, originàriament, era drenat en la seva riba oriental per un petit riu, l'actual Terri, afluent del Ter. Aquest riu, en la seva sortida del llac, va haver de crear una zona d'aiguamolls, a la riba nord de la qual es troba la zona de la Draga, que durant l'ocupació neolítica tenia la forma d'una península que s'endinsava cap al llac, amb un pendent suau i continuat, d'est a oest i de nord a sud. A partir de les prospeccions, podem suposar una extensió aproximada de l'ocupació d'uns 8.000 m².
La situació en una zona amb humitat permanent, actualment coberta de manera parcial per les aigües del llac, ha propiciat una extraordinària conservació de les restes orgàniques sobre materials vegetals, des de les restes de les cabanes fins als estris realitzats en materials vegetals com arcs, falçs, mànecs d'aixes, cordes, recipients de fusta, pals cavadors, cullerots i cistells, entre d'altres. Aquest fet fa que la Draga sigui un dels jaciments cabdals per a estudiar el Neolític a Europa.

## Geografia. Descripció de l'estany i del seu entorn
L'estany de Banyoles es troba a 172 m d'alçada, emmarcat per un relleu heterogeni determinat pel contacte entre la serralada Transversal, representada pels relleus prepirinencs, i la depressió Prelitoral Catalana, a cavall entre les depressions de la Selva i de l'Empordà. En aquest entorn lacustre, es documenten diverses evidències de poblament prehistòric, sens dubte propiciades per la seva pluralitat ecològica i l'abundància i diversitat de recursos per a la subsistència. Per tot això, l'emplaçament del poblat de la Draga és situat en un indret privilegiat, a uns 50 km dels Pirineus i a 35 km de la línia actual de costa de la mar Mediterrània, prop del corredor natural paral·lel a la costa i que permet travessar la carena pirinenca pel coll del Pertús.

## Història de les intervencions
L'excavació de la Draga (Banyoles) va començar com una intervenció d'urgència, coordinada pel Museu Arqueològic Comarcal de Banyoles durant el mes de maig de 1990. Va servir per a determinar que es tractava d'un poblat del Neolític antic cardial de finals del VI mil·lenni aC.
La primera etapa d'excavacions sistemàtiques (zona A: 328 m² i zona B: 132 m²) es va desenvolupar entre 1991-2005 per iniciativa del museu i amb finançament de l'Ajuntament de Banyoles i del Departament de Cultura de la Generalitat. A la vegada, entre 1994-2005, es va comptar amb la col·laboració del Centre d'Arqueologia Subaquàtica de Catalunya, organisme del Museu d'Arqueologia de Catalunya, cosa que va permetre excavar la part subaquàtica del jaciment (zona C:310 m²), dins de l'estany.
La segona etapa d'excavacions, de moment entre 2008-2015, inclou ara també la col·laboració de la Universitat Autònoma de Barcelona i del Consell Superior d'Investigacions Científiques. Es va iniciar (2008-2009) amb una prospecció de tot el perímetre extern de l'estany a la recerca de nous jaciments prehistòrics.
Tot seguit, entre 2010-2012, es va excavar una nova àrea (zona D: 48 m²), que prolonga cap al sud l'anterior zona B. Aquesta nova zona ha permès interrelacionar i comprendre millor l'estratigrafia de les tres zones anteriors. Finalment, entre 2013-2015, s'han reiniciat els treballs a la zona A (88 m²), per tal d'unir-la amb les zones B-D i disposar així d'una àrea excavada extensa i continuada.

## Parc neolític de la Draga i tasques de difusió

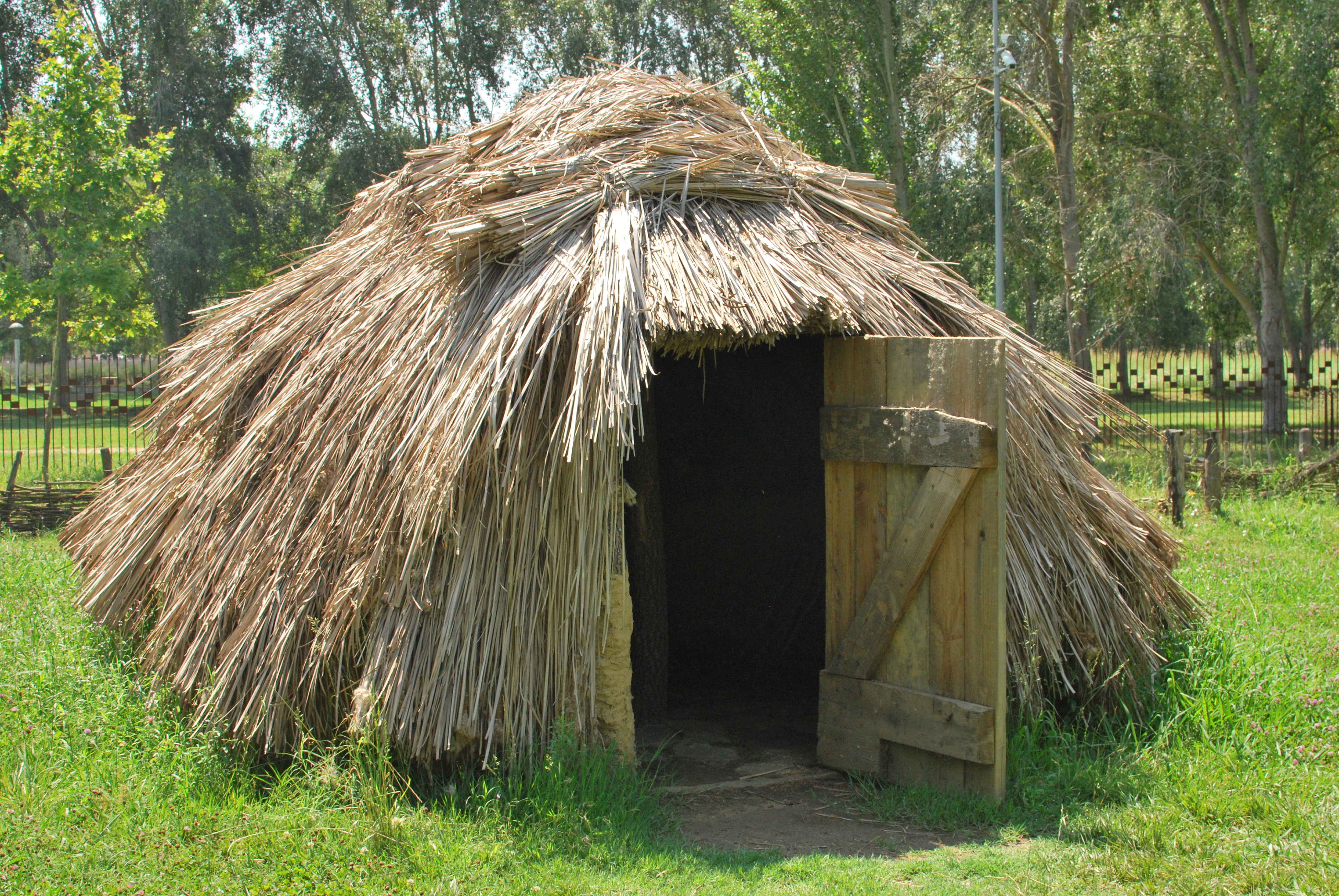
Una de les cabanes reconstruïdes mitjançant mètodes d'arqueologia experimental, al mateix parc arqueològic

La potència arqueològica del jaciment va fer veure ja des dels principis de la recerca que la Draga reunia totes les condicions per a ser una bona eina de difusió del coneixement sobre la vida dels primers pagesos de Catalunya. De fet, l'especificitat del lloc, les seves excepcionals condicions de conservació, la seva ubicació en un entorn privilegiat i la seva capacitat de generar gran quantitat de dades inèdites també podien ser un poderós motor per a la difusió patrimonial.
Actualment, el parc neolític de la Draga presenta unes instal·lacions que permeten desenvolupar un projecte educatiu que té com a objectiu conèixer la forma de vida dels primers agricultors i ramaders del nord-est de la península. La proposta didàctica es fonamenta en el desenvolupament d'activitats procedimentals pràctiques en el marc d'unes escenografies que reprodueixen diverses construccions com cabanes i espais característics del Neolític, com zones de conreu de diferents varietats de cereals.
L'empresa Arqueolític s'encarrega de la gestió del parc des del seus orígens. A més d'assegurar tot l'any les visites guiades concertades, escolars o turístiques, també es preocupa del manteniment de les infraestructures i de realitzar-hi activitats o demostracions variades per tal de situar el visitant en l'ambient quotidià del Neolític (encesa de foc, talla de sílex, modelatge de ceràmica, fabricació de cistells, tir amb arc, treball en un hort neolític, etc.).
Actualment, el parc és obert els dissabtes i diumenges de matí, de juny a octubre o en visites concertades pel públic en general; tot i que és l'usuari escolar el més nombrós.

## El paleoambient
Les primeres societats agrícoles-ramaderes es varen assentar en una àrea humida i densament forestada, amb el predomini de boscos de caducifolis –roures (Quercus sp. caducifolis), boixos (Buxus sempervirens) i
avellaners (Corylus avellana), i coníferes –pins (Pinus sp.) i avets (Abies alba)- a les muntanyes circumdants. A nivell regional, també existirien altres tàxons de muntanya, com el teix (Taxus baccata)
i el bedoll (Betula), i arbres mediterranis com l'alzina-garric (Quercus ilex-coccifera), l'ullastre (Olea) o el fals aladern (Phillyrea).
A nivell local, a les vores de l'estany, es podien trobar boscos de ribera, amb oms (Ulmus), freixes (Fraxinus) i salzes (Salix), que s'haurien vist alternats amb plantes higròfites –ciperàcies (Cyperaceae), joncs (Juncus sp.), bogues (Typha sp.)- i aquàtiques -miriofil·le (Myriophyllum), pastures d'aigua (Potamogeton sp.), nufars (Nuphar)- en aquells terrenys més pantanosos.
La necessitat d'obtenir fusta per a l'ús com a combustible i com a material de construcció, va provocar una profunda transformació de la vegetació que les comunitats neolítiques havien trobat a la seva arribada a la vora de l'estany de Banyoles. L'acció desforestadora de les comunitats de la Draga va comportar un fort impacte a les rouredes que haurien envoltat el jaciment, creant unes clarianes que haurien estat aprofitades per a establir els camps de conreu, per a pasturar els animals, però que també haurien estat colonitzades per espècies secundàries que haurien proliferat en aquests espais degradats, com el pi, el til·ler (Tilia sp.), l'avellaner o el boix.

## Ocupació, estratigrafia i cronologia de la Draga

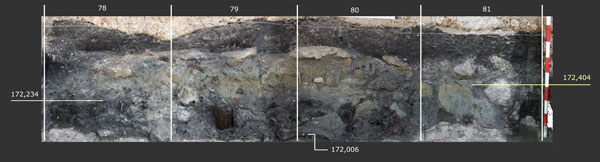
Sector D, secció oest: disposició estratigràfica del nivell empedrat i nivell d'enderroc d'estructures de fusta

Tota recerca arqueològica necessita ordenar cronològicament els esdeveniments del passat per a poder establir entre aquests unes relacions causals i, d'aquesta manera, crear el coneixement històric. Els resultats de les excavacions arqueològiques a la Draga permeten definir el jaciment com un poblat ocupat per agricultors i ramaders durant el neolític antic. Aquest marc cronològic general s'estableix mitjançant el caràcter dels vestigis materials descoberts. La distribució espacial dels nivells arqueològics, dels objectes i de les estructures suggereixen que es tracta d'una estratigrafia “horitzontal” a conseqüència de l'ocupació, abandó i reocupació d'espais concrets, probablement a causa de la vida útil de les construccions d'hàbitat i de la mateixa dinàmica del nivell d'aigua de l'estany i d'altres fenòmens de caràcter geològic i mediambiental, però sense un abandó del poblat. Aquesta continuïtat es confirma amb els resultats de les diferents campanyes d'excavacions que han permès detallar la seqüència estratigràfica i documentar l'existència de, almenys, dos episodis d'ocupació en l'assentament. En el primer d'aquests, es documenta la construcció d'estructures habitacionals de fusta, circumstància clarament identificada en el sectors B/D, on les condicions d'humitat permeten la conservació de la matèria orgànica. El segon episodi comença un cop aquestes estructures deixen de tenir una utilitat i els pobladors de la Draga arrangen el terreny construint, per sobre l'enderroc de fustes, branques i tiges, un
enllosat de travertí que segella aquest primer i excepcional nivell.

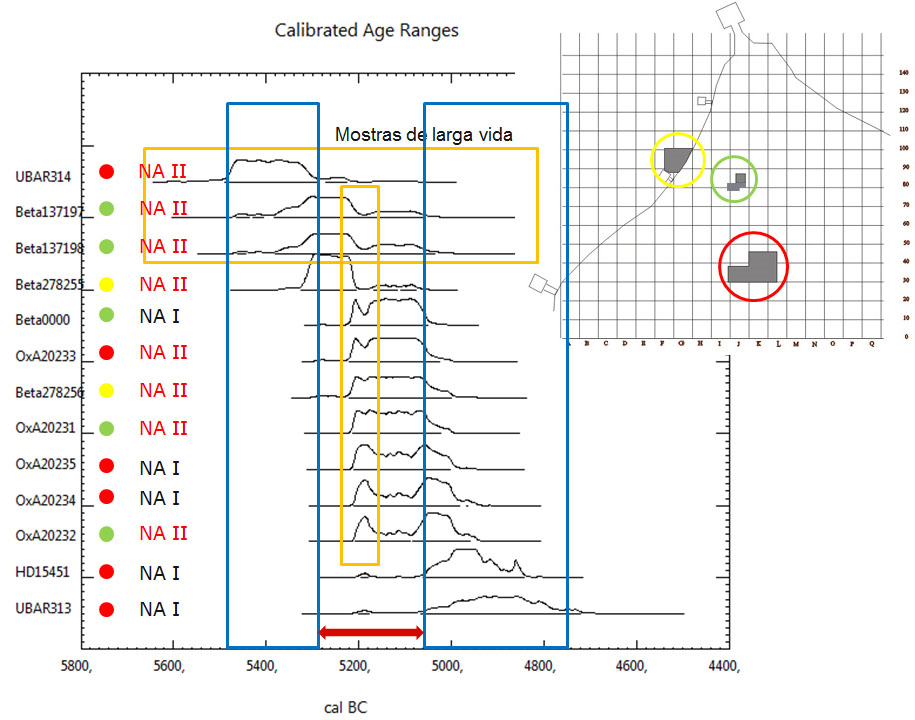
Els intervals calibrats (cal BC)

Sobre la base d'aquesta informació podem establir una cronologia relativa dels esdeveniments. Les 19 datacions del poblat:
La matèria orgànica analitzada pel mètode de radiocarboni (C14) permet fer unes
estimacions més precises dels intervals cronològics de la Draga. Entre
l'interval més antic (5430-5407 ANE) i el més recent (5010-4730 ANE), trobem un seguit d'intervals sense interrupció significativa. Les mostres analitzades, procedents de diferents sectors i diferents nivells del jaciment, són àmpliament contemporànies i situen el començament d'ocupació del poblat al voltant de l'any 5300 ANE. Una petita discontinuïtat, que es podria situar al voltant de l'any 5000 ANE, perd la significació estadística si tenim en
compte que una gran part del poblat encara queda per descobrir.

## L'assentament

### Elements arquitectònics

#### Estructures de fusta
Entre els elements arquitectònics elaborats en fusta a la Draga, destaquen els posts, les forques, les bigues, el
taulons i els entramats de branques.
La gran majoria d'aquests elements estan elaborats amb
fusta de roure. És una matèria primera àmpliament
utilitzada tant per a la construcció com per a la construcció naval durant tots
els períodes històrics. És una espècie apreciada per la seva robustesa, les seves formes rectilínies, la seva resistència a la humitat...
La construcció en fusta està ben documentada en els sectors B i D per l'alçada del nivell freàtic per sobre del nivell arqueològic. En els altres sectors, la construcció en fusta s'evidencia amb els forats de pal que deixen els pals verticals.
Per a la interpretació dels elements arquitectònics, cal tenir en compte que poden estar evidenciant diferents moments de construcció. Per a poder establir les diferents fases constructives, és clau l'anàlisi dendrocronològica. Aquest estudi a la Draga està
encara en curs.
La forma i disposició d'aquests elements en el jaciment en mostra construccions caracteritzades per:
- Construccions de forma quadrangular; el patró de disposició no és típic d'estructura circular.
- Construccions de grans dimensions; s'identifiquen elements de fins a 5 metres de llarg i 3 metres d'alçada.
- Construccions amb una gran importància de cordes i forques com a elements unificadors: no s'observa l'elaboració d'encaixos entre els elements arquitectònics.

#### Estructures de pedra
Els materials de construcció i els fogars que coneixem del segon moment d'ocupació de la Draga, entre 5100-4900 aC, són força diferents dels de la primera fase (5300-5100 aC). Aquests darrers empraven sobretot la fusta per a construir grans cabanes semielevades (4 x 12 m), dins de les quals instal·laven fogars sobre una capa gruixuda d'argila. En la segona fase de la Draga, sabem que les construccions de fusta anteriors varen ser sepultades sota grans empedrats, a sobre dels quals es va tornar a viure.
En aquests empedrats, les evidències de noves cabanes es redueixen a algunes petites àrees ovalades (3 x 4 m) ben enllosades (zona A), voltades de forats de pal i amb algun pal central, que sostindrien una coberta vegetal. Ara, en canvi, els fogars són molt nombrosos i sembla que s'amortitzen ràpidament, com si la vida comunitària es desenvolupés més a l'exterior que a l'interior de les cabanes. Es tracta de fogars en cubeta, d'entre 0'80-1,80 m, que contenen les restes dels ossos d'animals, cereals, i musclos consumits; vasos ceràmics i aixes de pedra polida; i també els carbons de la llenya, els rierencs de quars i les plaquetes sorrenques que es feien servir per a rostir, coure o estofar els aliments.

## Organització econòmica
Les extraordinàries condicions de preservació del jaciment de la Draga han permès estudiar el conjunt de restes de llavors i fruits més gran de tot el Neolític de la península Ibèrica (unes 400.000 restes). Aquest conjunt tan important ha estat la base per a comprendre l'agricultura que practicaven els habitants del poblat i quins fruits recol·lectaven.
Els pagesos de la Draga van ser uns dels primers a practicar l'agricultura al nord-est de la península Ibèrica. Els cultius principals al poblat eren el blat dur (Triticum durum/turgidum) i l'ordi de dues carreres o ordi palmell (Hordeum distichon). Aquests cereals es cultivarien de manera intensiva en petits camps permanents llaurats a mà (amb pals cavadors de fusta). Un tercer cultiu important documentat al jaciment és el del cascall (Papaver somniferum), possiblement utilitzat per extraure'n oli de les llavors, però també per les seves propietats psicotròpiques.
De manera complementària al consum de productes agrícoles, s'ha pogut observar com es recol·lectarien avellanes (Corylus avellana), glans (Quercus sp.), móres (Rubus ulmifolius) i aranyons (Prunus spinosa), entre altres espècies autòctones. Sembla que a més es van poder consumir cireres (Prunus avium) i que els seus pinyols es van aprofitar per fer-ne denes de collaret. D'aquesta manera, i amb el complement dels recursos carnis, els habitants de la Draga van assegurar-se la supervivència diària.

### Combustible i matèries primeres vegetals
Els pobladors de la Draga obtenien del bosc llenya i fustes que empraven per a la manufactura d'una àmplia gama d'instruments. Cremaven principalment fusta de roure (Quercus sp. caducifoli) i de llorer (Laurus nobilis), unes espècies abundants en els boscos locals. Encara que n'hi ha altres espècies, només representen una part molt petita de la llenya recol·lectada.
En canvi, entre la fusta emprada per a la manufactura dels instruments, es documenta una major variabilitat, i seleccionaven fustes per les seves propietats físiques i mecàniques:
- arcs fets en fusta de teix (Taxus baccata),
- tiges de sageta de fusta de salze (Salix sp.),
- pals cavadors, pintes, agulles biapuntades, mànecs de falç de boix (Buxus sempervirens),
- contenidors, pales de roure (Quercus sp. caducifoli). En altres casos, utilitzaven diverses espècies per a fer un mateix tipus d'objecte,
- mànecs d'aixa fets de teix, roure, pi o boix.

L'estudi de les primeres matèries vegetals demostra un ampli
coneixement de les propietats de les fustes que tenien en el seu entorn.

### La gestió dels recursos animals
La ramaderia va constituir una activitat fonamental en les primeres comunitats pageses assentades al jaciment de la Draga. Es tractava d'una ramaderia mixta, caracteritzada pels ramats d'ovelles (Ovis aries), cabres (Capra hircus), bous (Bos taurus) i porcs (Sus domesticus), explotats amb finalitats diferents però complementàries. Es tracta d'una ramaderia dirigida a explotar de manera integrada les diverses produccions animals (carn, llet, força i probablement fibres), si bé la carn tindria el pes principal. A més de la ramaderia, també s'han obtingut recursos animals mitjançant la caça, la pesca i la recol·lecció.
Entre les espècies salvatges, van ser els mamífers de talla mitjana i gran com l'ur (Bos primigenius), el cérvol (Cervus elaphus), el porc senglar (Sus scrofa), el cabirol (Capreolus capreolus) i la cabra salvatge (Capra pyrenaica) els que varen requerir més inversió de treball. Entre els petits carnívors recuperats al jaciment de la Draga, destaca la guilla (Vulpes vulpes), el teixó (Meles meles), la marta (Martes sp.) i el gat salvatge (Felis silvestris).
A més dels mamífers, al jaciment de la Draga s'ha recuperat una àmplia varietat de restes d'espècies d'aus, entre les quals destaquen els cormorans (Phalacrocorax carbo i Phalacrocorax aristotelis), la becada (Scolopax rusticola) i la fotja (Fulica atra). Les espècies de peixos documentades són el bagre (Squalius cephalus), el barb (Barbus meridionalis) i l'anguila (Anguilla anguilla). Pel que fa als mol·luscs, s'ha documentat una alta diversitat de taxons, amb la presència d'espècies continentals i marines. L'espècie continental més abundant és Cepaea nemoralis (regina). Les espècies marines majoritàries són els musclos (Mytilus galloprovincialis), les escopinyes (Cerastoderma glaucum, Acanthocardia tuberculata) i les petxines (Glycymeris sp.). També s'ha documentat la presència de
tortuga d'aigua dolça (Emys sp.).
Les comunitats neolítiques de la Draga van explotar amb intensitat la diversitat taxonòmica pròpia de l'entorn lacustre i voltants, combinant les tasques de gestió ramadera amb la cacera, la pesca i la recol·lecció.

## Tecnologies

### Els aliments i el seu processament
Els diferents tipus de restes trobades a la Draga han permès fer una primera aproximació a l'alimentació des d'una perspectiva integradora i multidisciplinària.
Es documenten totes les fases d'adquisició i transformació dels aliments: des de la seva obtenció amb activitats com l'agricultura, la ramaderia, la recol·lecció, la caça i la pesca; passant pel processat i/o cuinat amb tècniques com l'esquarterament i la molta; fins al seu consum, utilitzant mètodes com el rostit i/o el bullit, o la ingesta en cru.
La dieta del jaciment és diversificada, en què els productes domèstics tenen una clara predominança sobre els productes
salvatges/silvestres. Consumien animals domèstics (porcs, bous, ovelles i cabres) i plantes conreades com cereals (majoria de blat nu), llegums i oleaginoses (cascall). Per altra banda, també consumien animals salvatges (cérvol, porc senglar, ur, diferents tipus d'ocells) i plantes silvestres (avellanes, móres, aglans...), així com peixos i mol·luscs (lacustres i marins).
També s'han recuperat eines específicament relacionades amb el cuinat i el consum dels aliments, com són
diversos bols de fusta, vasos ceràmics de diferents formes i mides, cullerots i espàtules de fusta, una cullera d'os, una closca de tortuga i un batedor (també de fusta).

### Tecnologia tèxtil
Al jaciment de la Draga, s'han trobat les evidències de producció tèxtil
més antigues de la península Ibèrica. Tot i que no s'han recuperat fins al
moment fragments tèxtils, sí que es troben eines vinculades als processos de
producció tèxtil com pintes, fusos i/o llançadores fetes amb fusta de boix (Buxus sempervirens), també
agulles d'ull i punxons d'os. Tots aquests instruments són similars als
utilitzats per comunitats modernes i antigues durant els processos de filar i teixir, tal com es detalla a continuació:
Les pintes s'utilitzen per a cardar la llana abans del filat i/o premsar la trama durant el teixit, fent-lo més dens i compacte. Les agulles biapuntades poden usar-se com a llançadora, enrotllant el fil de la trama i passant-la d'un cantó a l'altre del teler mentre el teixit s'està elaborant. També com a fus per a filar manualment o amb fusaiola.
La fusaiola és un instrument que es fixa en el fus, que serveix de pes per a girar-lo, torçant la fibra i creant el fil més ràpidament. A la Draga, s'han trobat instruments de fusta i os amb perforacions centrals que podrien haver tingut aquesta funció.
Entre els instruments d'os es troben punxons, els quals durant el teixit serveixen per a seleccionar i
separar els fils de l'ordit, o per a premsar la trama.
També s'han registrat 3 fragments d'agulles d'ull, que s'utilitzen per a elaborar
terminacions i acabats, cosir vores, unir fragments o fer reparacions.
També s'estan estudiant altres instruments, com possibles tensadors de fil i ordidors.
Per acabar, la fibra emprada per a
l'elaboració de fil seria d'origen vegetal, possiblement ortiga (Urtica dioica); i animal, pèl d'ovella i/o cabra.

### La cistelleria i les fibres vegetals
S'han trobat objectes confeccionats amb fibres
vegetals, entre els quals hi ha restes de corda i cistelleria: un rull de vidalba (Clematis sp.) sencer, una fibra vegetal que no presenta cap
manufactura, fragments de cistelleria elaborats amb joncs i càrex i fragments
de corda, alguns d'aquests elaborats amb fibres de til·ler (Tilia sp).
Aquestes restes han estat primerament objecte d'estudi
amb una anàlisi descriptiva, en què s'han tingut en compte aspectes formals i
mètrics. Més tard, les mateixes restes han sigut revisades a partir de la seva producció i funció (Piqué, Palomo i
Romero, 2013, no publicat).
Segons la morfologia de les cordes, s'ha trobat un
manyoc, un nus i diferents tècniques de manufactura. S'han documentat diferents
patrons de confecció d'una corda: el trenat, la torsió i el nuat. Tanmateix, segons
la seva producció, en el tipus de corda predomina la tècnica de la torsió. La
majoria de restes de corda han estat manufacturades segons el patró dominant S
z,z, tractant-se de cordes amb torsió cap a la dreta, elaborades a partir de
dos cordills (2-ply).

### La fusteria

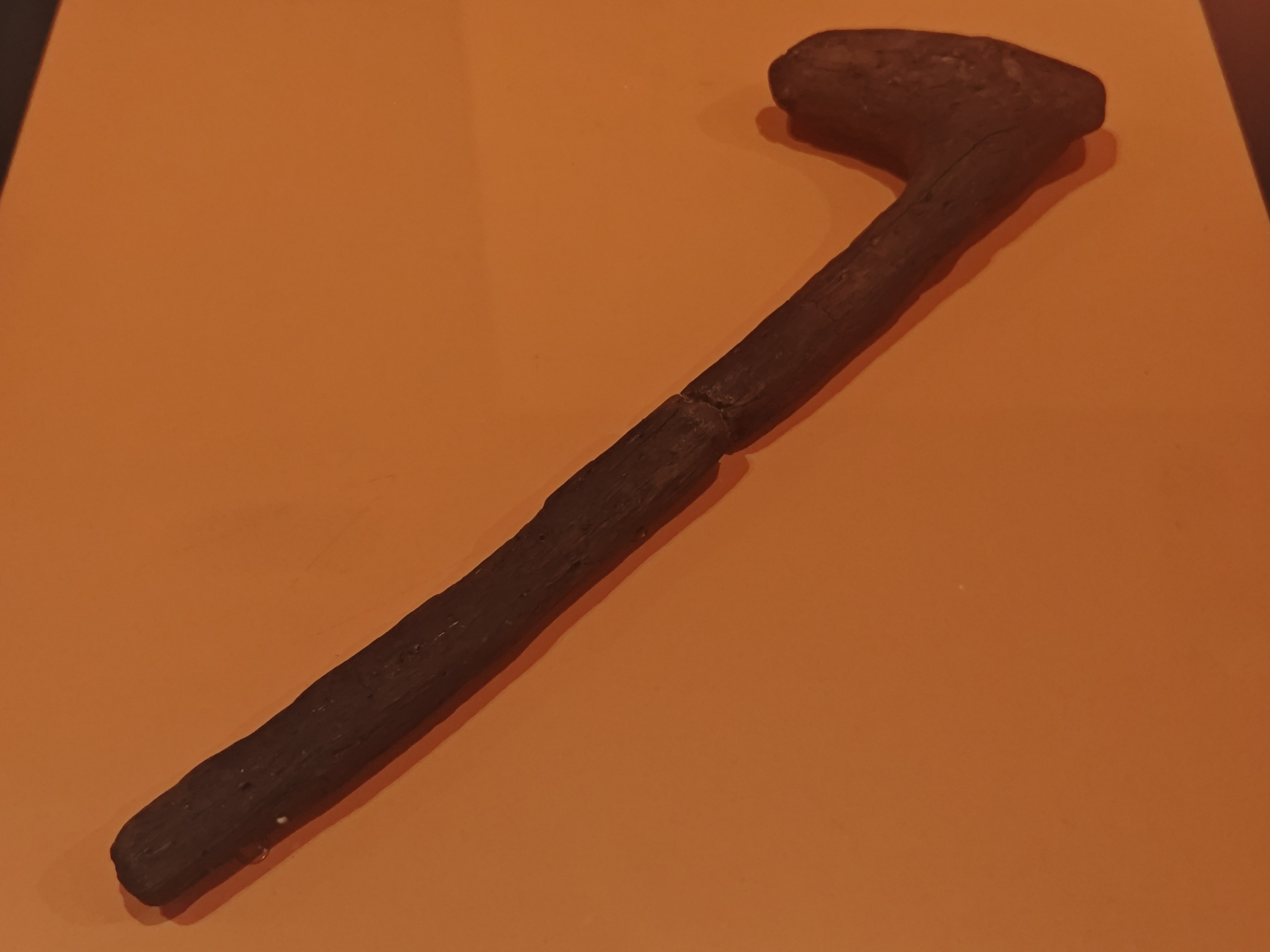
Mànec d´aixa de roure, neolític antic, -5250-5000 Assentament de La Draga - MAC

La fusteria o treball de la fusta era una de les activitats econòmiques principals a la Draga, tant pel que fa a la quantitat de la fusta treballada com per la qualitat d'aquests treballs realitzats.
Entre les eines recuperades al jaciment, aquelles que es dedicaven al treball de la fusta eren les aixes, tascons, percussors, raspadors de sílex i pedres sorrenques. Els treballs documentats amb aquestes eines són l'esberlat o segmentat del tronc, el desbastat, extracció de l'escorça i polit. Un altre treball documentat encara que no impliqui la necessitat d'utilitzar eines, és la cremació o termoalteració.
La fusta es treballa per tal d'elaborar eines i elements arquitectònics. Els processos de treball en un cas i en l'altre són diferents.
Entre les eines, en trobem tant de molt elaborades com de molt bastes; des d'eines amb un treball molt expeditiu en només un extrem (p. ex., branca amb punta), a eines que requereixen l'aplicació de diferents treballs que afecten la totalitat de la superfície (p. ex., arc Arxivat 2015-12-18 a Wayback Machine.). Per a l'elaboració d'elements arquitectònics, el treball de fusteria es limita quasi exclusivament a l'esberlat i desbastat. Mentre que el treball per a les eines, de manera generalitzada és més complex; pel que fa a les tècniques utilitzades, el treball dels elements arquitectònics requereix treballar fustes de grans dimensions i, en general, un volum molt superior de matèria primera.

### La ceràmica
L'excavació de la Draga ha proporcionat un important conjunt de fragments ceràmics, amb predomini de gruixos grans i mitjans, que deurien correspondre a atuells destinats a l'emmagatzemament, cocció i consumició de diferents productes alimentaris. Presenten una escassa varietat de formes, amb perfils arrodonits i bases còniques: hemisfèrics, subesfèrics amb coll o sense, i cilíndrics.
La ceràmica, una vegada modelada, presenta un treball d'acabament, previ a la cocció, que inclou un allisat i poliment i una decoració amb impressions i incisions d'una part de la seva superfície.
La decoració més emprada és la realitzada amb la vora del mol·lusc del gènere Cardium, en forma d'impressió, tot formant línies dentades, amb trams lleugerament corbats, interromputs després de cada impressió; i l'arrossegament de tota la vora, formant franges incises.
Més rarament, també hi ha impressions o incisions fetes amb pinta, ungla, espàtula o punxó; i relleus en forma de cordó llis.
La proporció de vasos decorats deuria ser molt gran, propera als 70 o 80%, en el nivell més antic del jaciment, de cronologia cardial, i una mica inferior en el nivell més recent, de finals d'aquest
període.

### Estris de pedra
Les parts actives de moltes de les eines utilitzades estaven fetes en diversos tipus de roques. Bàsicament, es van utilitzar roques silícies, entre les quals destaca el sílex, que és d'origen forà i que es localitzaria a uns 100 km al nord. Amb el sílex, es produïren pràcticament només fragments allargats (làmines) per utilitzar-se
en diferents treballs com ganivets de sega, trepants, puntes de fletxa i com a estris per a raspar matèries com la fusta, os, banya i pell. Per a tallar el nucli d'on s'extreien les làmines, es va emprar la percussió indirecta; és a
dir, colpejant sobre un petit punxó de banya a manera de cisell. Les làmines no superen els 100 mm de llarg i provindrien de nuclis que tindrien un pes de poc més de 1.500 grams. Les roques d'origen local com el quars filonià i el hialí s'empren en menor quantitat, es tallen per complet en el poblat i es produeixen resquills i làmines de petita mida.
A més de les eines de pedra tallades, també s'han recuperat altres objectes de pedra que també formaven part del conjunt d'eines destinades a les tasques quotidianes que es feien al poblat. Entre aquestes, destaquen fulles d'aixa polides, fetes de roques metamòrfiques com l'esquist i la corniana, i altres estris fets amb roques de textura granular, compostes de minerals entre els quals abunda el quars. Les fulles de pedra polida són les parts actives de les aixes, de les quals s'han recuperat diversos mànecs. Aquests estris presenten una vora activa asimètrica que les permet ficat en mànecs on la part activa és perpendicular al mànec. Són estris que
generalment es relacionen amb el treball de la fusta, com per exemple la tala d'arbres, el buidat i la regularització de la fusta.
D'altra banda, els estris macrolítics elaborats en roques granelludes, com per exemple el basalt i el granit, s'empraven per al processament d'alguns vegetals com per exemple moldre cereals. Altres roques de gra més fi com el gres i la sorrenca es podrien utilitzar per a desbastar, polir i esmolar diverses matèries com ossos i fustes.

## Organització social
Els habitants del poblat de
la Draga constituïen una comunitat que fonamentava la seva subsistència en els rendiments obtinguts de pràctiques agrícoles i ramaderes. Aquests treballs es fonamentaven en una propietat col·lectiva dels mitjans de producció i en una redistribució dels productes generats, cosa que permet suposar la inexistència d'elits polítiques. En aquest sentit, les excavacions han permès evidenciar la producció seriada d'un nombre important d'elements ornamentals que, més enllà del seu efecte estètic, podrien haver tingut un component simbòlic o identitari, corroborant el vincle de pertinença a la comunitat.
Fins al moment, no s'han evidenciat a la Draga estructures defensives, cosa que, juntament amb la manca d'evidències de morts violentes documentada en altres jaciments de la mateixa cronologia, permet proposar que els conflictes amb grups veïns resolts de manera violenta serien poc habituals.

### Ornaments
Una de les categories artefactuals recuperades al jaciment de la Draga són els objectes d'ornament elaborats amb matèries d'origen animal, com l'os, la banya, la pedra i la malacologia marina. Estan representats per denes de Dentalium, denes i penjolls de collaret discoïdals, romboïdals o ovoides de petxina de les espècies Glycymeris sp, Cardium sp. i Spondylus sp. (Gaederopus)', penjolls de cargols marins perforats (Columbella rustica), anells d'os o banya, discs d'anelles de petxina i braçalets de marbre.
Alguns d'aquests ornaments es fabricaven al jaciment, cas de les denes de petxina circulars i les denes penjoll, perquè s'ha localitzat una àrea amb restes del procés o cadena operativa i ornaments en curs de fabricació. La matèria primera malacològica estava relativament a l'abast, a una trentena de quilòmetres. Pel que fa als ornaments d'os i banya, s'han documentat banyes amb traces i preformes, dada que, donades les restes faunístiques, ens indiquen també una possible producció al jaciment dels anells. Aquests anells, alguns amb decoracions incises i amb protuberàncies, tenen exemplars idèntics a la cova de Chaves (Osca), cova de l'Or i cova de la Sarsa (València). Pel que fa a altres ornaments, com els braçalets de marbre, aquests procedirien d'àrees relativament llunyanes.

### El territori
L'estudi dels recursos explotats pels habitants de la Draga permet determinar una explotació majoritària dels recursos disponibles en un àmbit regional, és a dir, d'aquells que es podien aconseguir en l'entorn immediat al
poblat. No obstant això, algunes matèries primeres importants per a la subsistència, com ara el sílex i el jaspi, roques emprades per a la producció de ganivets, trepants i puntes de fletxa, provenen de distàncies
superiors als 100 km.
Tot això permet entreveure que els habitants de la Draga no eren una comunitat aïllada, sinó que compartien diversos dissenys, tradicions i competències tècniques en la producció dels seus estris i eines en el si d'un
vast territori, comú a l'àrea d'influència de la ceràmica cardial en el Mediterrani occidental.

## La conservació dels materials arqueològics
Les campanyes d'excavació realitzades fins al moment s'han centrat en tres zones que presenten unes característiques diferents en relació amb l'aigua, que és el factor principal que ha condicionat la conservació de restes orgàniques, especialment les de fusta.
Dos dels sectors excavats es troben a la vora de l'estany i l'altre, dins de l'aigua, a l'antiga platja neolítica. D'altra banda, a causa del pendent natural del terreny cap a l'estany, els dos sectors terrestres excavats es troben a diferent alçada respecte al nivell freàtic, un d'aquests cobert de manera contínua per l'aigua, mentre que l'altre es troba a uns 60 cm per sobre. Les zones que s'han mantingut inundades de manera perenne, i en un medi privat d'oxigen, són les que han permès la bona conservació dels materials orgànics vegetals, que difícilment es troben en altres jaciments arqueològics.
Entre els materials orgànics recuperats a la Draga, destaca el gran nombre de fauna, principalment restes òssies d'alimentació, però també d'objectes treballats com a eines o elements d'adornament. Però, sens dubte, el que fa més rellevant el jaciment són les restes vegetals que s'han conservat: un gran nombre d'eines de fusta i pals de construcció, cordes treballades, cistelleria i lianes, així com quantitat de llavors.